# Gene Fitzgerald
Eugene (Gene) Fitzgerald (irl. Eoghan Mac Gearailt; ur. 21 sierpnia 1932 w Corku, zm. 14 grudnia 2007 tamże) – irlandzki polityk, działacz Fianna Fáil, Teachta Dála, w latach 1977–1982 minister w różnych resortach, eurodeputowany II i III kadencji.

## Życiorys
Absolwent szkoły średniej Presentation Brothers College. Pracował m.in. jako dyrektor przedsiębiorstwa. Zaangażował się w działalność polityczną w ramach Fianna Fáil. W 1972 uzyskał mandat posła do Dáil Éireann w wyborach uzupełniających. Z powodzeniem ubiegał się o reelekcję w wyborach 1973, 1977, 1981, lutym 1982 i listopadzie 1982.
Był członkiem gabinetów, którymi kierowali Jack Lynch i Charles Haughey. Od lipca 1977 do grudnia 1980 sprawował urząd ministra pracy. Od marca 1980 do czerwca 1981 i od marca do grudnia 1982 był ministrem służb publicznych. Od grudnia 1980 do czerwca 1981 pełnił jednocześnie funkcję ministra finansów, a od marca do grudnia 1982 był równocześnie ministrem pracy. W latach 1984–1994 zasiadał w Parlamencie Europejskim II i III kadencji, był m.in. wiceprzewodniczącym Komisji ds. Socjalnych i Zatrudnienia i skarbnikiem frakcji Europejskiego Sojuszu Demokratycznego. W 1994 wycofał się z bieżącej działalności politycznej, został honorowym sekretarzem swojego ugrupowania.